# Kukiswumtschorr
Kukiswumtschorr (russisch Кукисвумчорр) ist ein Fjell im zentralen Teil der Chibinen auf der Halbinsel Kola in Nordwestrussland. Die Bergspitze liegt auf 1143 m Seehöhe.

## Geographie
Das markante Bergmassiv ist Teil der Chibinen und befindet sich nahe dem geographischen Zentrum dieses Gebirges nördlich der Stadt Kirowsk. Der Gipfel ist unbewachsen und steinig, während die steilen Hänge mit Tundravegetation bedeckt sind. Im nördlichen Teil liegen zwei Gletscher. An der Westseite des Massivs fließt der Fluss Wudjawrjok (Вудъяврйок). Im Massiv entspringen die Flüsse Tuljok (Тульйок), der zum See Umbosero entwässert, und Kunjok (Кунйок), zum See Imandra. Am Fuße des Berges liegen die Seen Kleiner Wudjawr (Малый Вудъявр) und Großer Wudjawr (Большой Вудъявр). Im Massiv liegt der See Akademitscheskoje (Академическое).
Der Berg ist mineralogisch bemerkenswert für seine Zusammensetzung aus Nephelin-Syenit und gab der – mit dem gleichnamigen Bergwerk gegründeten – Mikrorajon Kukiswumtschorr seinen Namen. Am 21. Oktober 2010 gab es im Gebiet ein Erdbeben (Magnitude 3.2 nach der Richterskala), das auch in der Stadt Murmansk zu bemerken war. Der Bergbau wurde als potentielle Ursache angenommen.
Am Südhang des Berges Kukiswumtschorr befindet sich das gleichnamige Skigebiet, in dem jährlich Wettbewerbe im Freeride stattfinden.

## Name
Der Name Kukiswumtschorr (Кукисвумчорр) entspricht der auf amtlichen russischen Karten gebrauchten Schreibung des ursprünglich samischen Namens des Berges. Der Name wurde zuerst vom Geologen Wilhelm Ramsay in der akkalasamischen Mundart von Imandra schriftlich dokumentiert und bedeutet etwa „Bergmassiv am Langen Tal“. Auf Englisch wird der Name als Kukisvumchorr aus dem Russischen transliteriert.

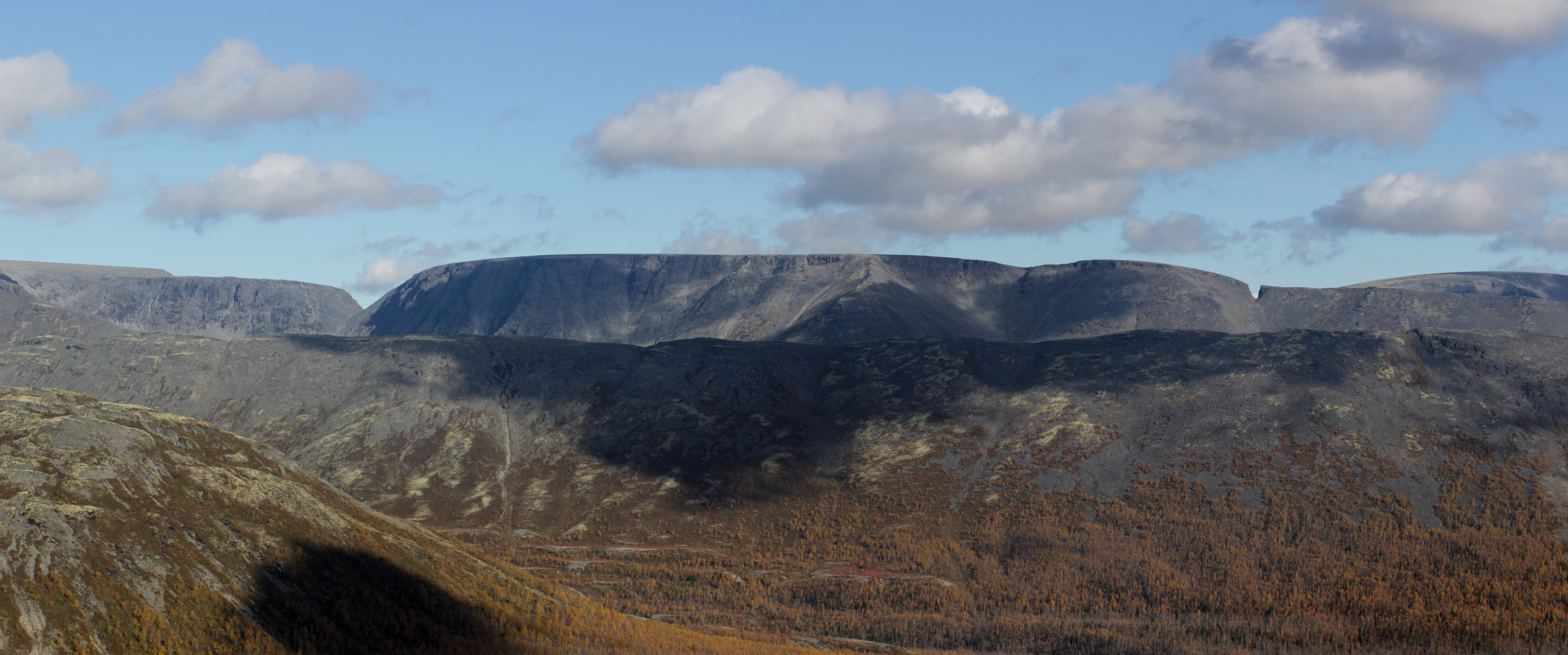
Die Lagerstätte Kukiswumtschorr wurde nach dem gleichnamigen Plateauberg im Zentrum der Chibinen benannt

Der samische Name ist eine Wortzusammensetzung aus einem Adjektiv „lang“ (in heutiger kildinsamischer Schreibung кугкесь) und den beiden Substantiven „Tal“ (вӯммь) und „Fjell“ (ча̄рр) in wörtlicher Bedeutung „langes-Tal-Hochfläche“.